# Glossaire du flamenco
Ce glossaire recense et définit les termes du flamenco sous ses différentes formes.
- Haut – A
- B
- C
- D
- E
- F
- G
- H
- I
- J
- K
- L
- M
- N
- O
- P
- Q
- R
- S
- T
- U
- V
- W
- X
- Y
- Z

## A
- A cappella
- Alegría
- A palo seco : sans accompagnement de guitare ou autre instrument de musique (ou A cappella)
- Andalousie

## B
- Baile : danse, du verbe bailar (danser)
- Bambera
- Bandolá
- Bulería

## C
- Cajón
- Cante : chant, du verbe cantar (chanter)
- Cante jondo
- Cantes de ida y vuelta
- Cantiñas
- Caña
- Carcelera
- Chufla
- Colombiana
- Copla
- Compas
- Corrío

## D
- Debla
- Duende

## E
- Elementario

## F
- Falseta : « Phrase mélodique excécuté (par opposition au rasgueado (séquence rythmique) par le guitariste, intercalé entre deux strophes du chant en harmonie avec la danse ou par opposition au rasgueado (séquence rythmique) le guitariste peut montrer sa virtuosité »[1].
- Fandango
- Farruca
- Flamenco
- Floreos : Lors de la danse flamenca,les mains et les doigts proposent des figures très travaillées et expressives appelées "floreos"[2].

## G
- Garrotín
- Granaína
- Guajira

## J
- Jaleo : « Ensemble des manifestations  destinées à exprimer son enthousiasme ou à encourager les interprètes, comme les commentaires divers, exclamation, ole, palmas, : “olé!”, “eso e!” “agua!”, “azúcar!”, “toma!” ” así se canta, se baila, se toca!” (bien chanté, dansé, joué !),” muy bien dicho!” (bien dit)” vamos allá!, vamonos!” (on y va !) »[1].
- Jota

## L
- Liviana

## M
- Malagueña
- Martinete
- Milonga
- Murciana
- Minera
- Mirabrás

## O
- ¡ Olé ! : interjection du public, en signe d'encouragement de l'artiste

## P
- Palmas
- Palo : chacune des variétés traditionnelles du cante (chant) flamenco, selon la définition (n° 10) de l'Académie royale espagnole[3].
- Petenera

## R
- Rasgueado
- Romera
- Rumba
- Rumba catalane
- Rumba flamenca

## S
- Saeta
- Séguédille
- Seguiriya
- Serranas
- Sevillana
- Soleá

## T
- Tablao
- Tango
- Taranta
- Tientos
- Toná
- Toque, terme espagnol du verbe tocar (jouer un instrument de musique) : jeu

## V
- Verdiales

## Z
- Zapateado
- Zarzuela
- Zambra